# West-Alpen-Club
Der West-Alpen-Club W.A.C., 1937 gegründet, war eine Vereinigung von Bergsteigern der Schweiz mit einem hohen sportlichen und ethischen Anspruch.

## Geschichte
Geistiger Vater der Vereinigung war der Schriftsteller und Bergsteiger Jürg Weiss aus Basel. Er schrieb: «Der W.A.C. ist eine spontan entstandene, lose gebundene, statuten- und abgaben-unbeschwerte Gemeinschaft von Bergsteigern im Rahmen des Schweizer Alpen-Clubs, die es sich zur Aufgabe gemacht hat, den gedanklichen Teil der Bergsteigerei möglichst restlos abzuklären und dem Bergsteiger-Handwerk eine künstlerisch reine Form zu geben.» Prominente Mitglieder waren u. a. Emile R. Blanchet, Otto Gerecht, Oskar Hug, René Ditterit, Werner Weckert, Günter Dyhrenfurth, Willy Uttendoppler, Marcel Kurz, Gunther Langes.
Der W.A.C. wollte vor allem das Expeditionsbergsteigen fördern. Er wandte sich auch gegen den herrschenden nationalistischen Zeitgeist in alpinen Kreisen. Weiss schreibt: «Wir Schweizer Bergsteiger lieben den Kampf, den Kampf um des Kampfes Willen, den Kampf um Werte jenseits von Blut und Boden.»
Der Zweite Weltkrieg und der frühe Bergtod von Jürg Weiss liessen die Vereinigung jedoch bald wieder verschwinden.